# Kiwigaster variabilis
Kiwigaster variabilis – gatunek błonkówki z rodziny męczelkowatych, jedyny przedstawiciel rodzaju Kiwigaster.

## Zasięg występowania
Występuje w Nowej Zelandii.